# كلوزية جناحية
كلوزية جناحية (الاسم العلمي:Clusia alata) هي نوع من النباتات تتبع جنس الكلوزية من فصيلة الكلوزية.